# Julian McMahon

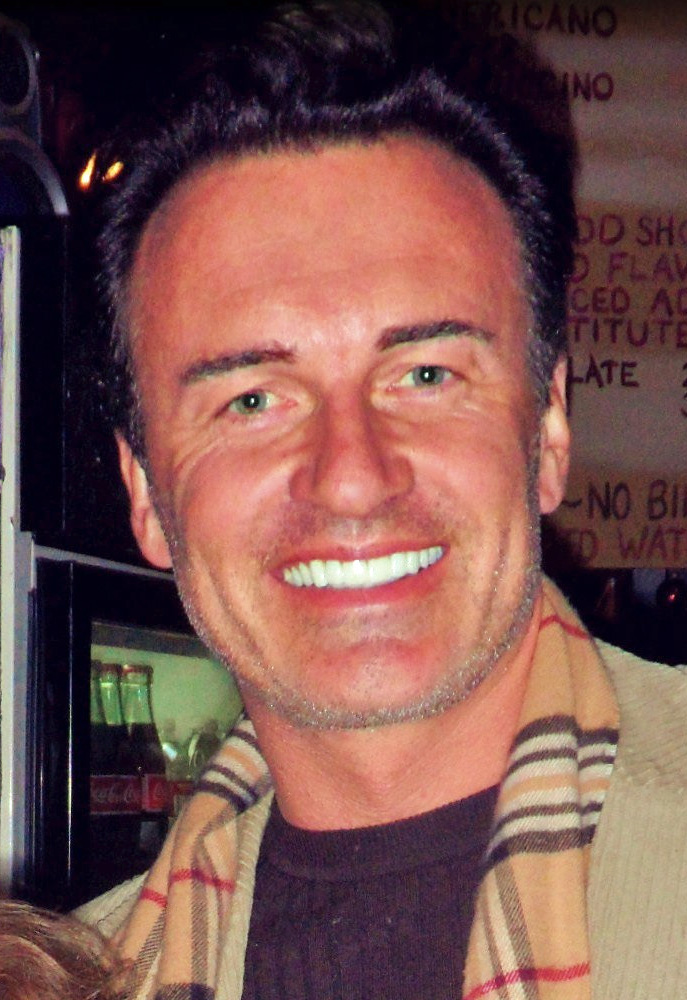
Julian McMahon (2011)

Julian Dana William McMahon (* 27. Juli 1968 in Sydney, New South Wales; † 2. Juli 2025 in Clearwater, Florida) war ein australisch-US-amerikanischer Schauspieler. Bekannt wurde er vor allem durch seine Rollen in den Fernsehserien Profiler, Charmed – Zauberhafte Hexen und Nip/Tuck – Schönheit hat ihren Preis.

## Leben und Karriere

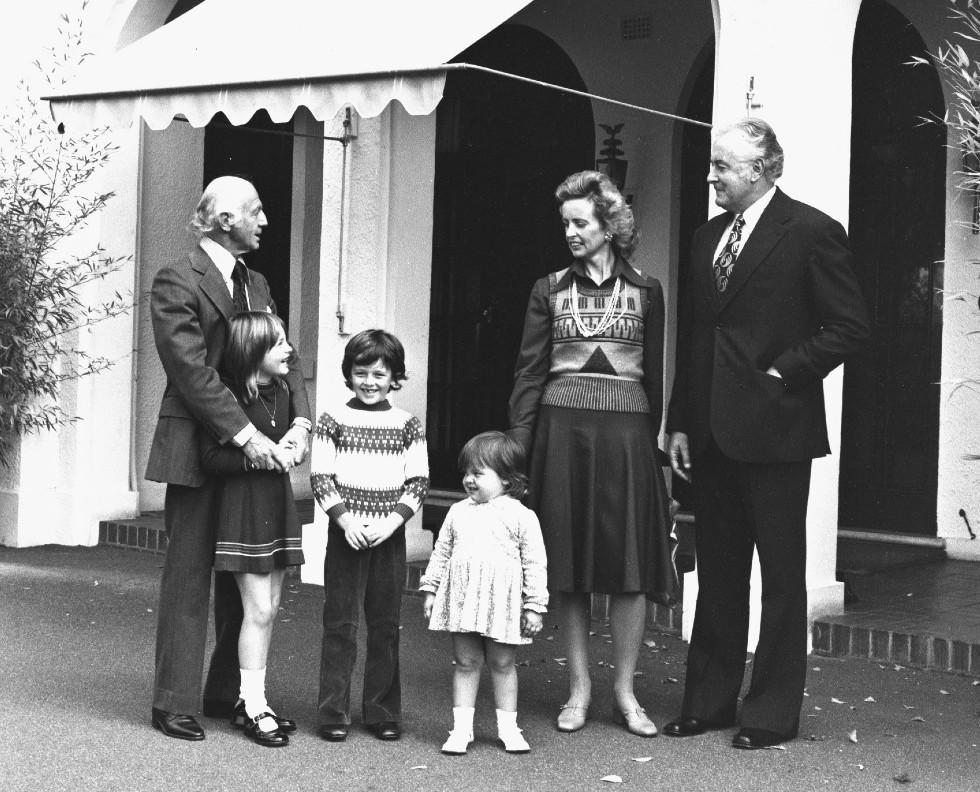
Julian McMahon (3. v. links), mit seinem Vater William McMahon (links), seiner Mutter und Schwestern bei Gough Whitlam (rechts) (1975)

Julian McMahon war das zweite Kind von William McMahon, dem früheren Premierminister von Australien, und dessen Frau Sonia McMahon. In seiner Jugend besuchte er die Sydney Grammar School, eine speziell auf Jungen ausgerichtete Ganztagsschule. Später studierte McMahon zunächst Rechtswissenschaften an der University of Sydney. Allerdings brach er bereits nach kurzer Zeit das Studium ab, um eine Karriere als Model zu verfolgen. Nachdem er sich in der Modebranche hatte profilieren können, führte ihn seine Arbeit unter anderem auf Laufstege in Mailand, London, New York City, Rom und Paris.
Seinen ersten Fernsehauftritt hatte McMahon in einem Werbespot für Jeans. Der Durchbruch als Schauspieler gelang ihm durch die Rolle des Ben Lucini, die er von 1989 bis 1991 in der australischen Seifenoper Home and Away spielte. Um seine Karriere voranzutreiben, zog McMahon 1994 nach Los Angeles, wo er sich vor allem als Fernsehdarsteller etablieren konnte. Bekannt wurde er in den USA in erster Linie durch seine Rollen in den Serien Profiler und Charmed – Zauberhafte Hexen. Darüber hinaus spielte er in der Fernsehserie Nip/Tuck – Schönheit hat ihren Preis mit der Figur des Schönheitschirurgen Dr. Christian Troy eine der Hauptrollen. Die Serie erhielt 2005 den Golden Globe Award als Beste Serie – Drama. McMahon erhielt eine Nominierung in der Kategorie Bester Serienhauptdarsteller – Drama.
Neben seiner Arbeit in Fernsehproduktionen war McMahon im Laufe der Jahre auch in diversen Filmprojekten zu sehen, in denen er vorwiegend in Nebenrollen besetzt wurde. Nennenswert ist die Rolle des Superschurken Doctor Doom, die er 2005 in der Comicverfilmung Fantastic Four sowie in deren Fortsetzung (2007) verkörperte. 2007 spielte er in dem Thriller Die Vorahnung neben Sandra Bullock die männliche Hauptrolle. Weitere Filmrollen hatte McMahon 2010 in R.E.D. – Älter, Härter, Besser und 2011 in Faces in the Crowd.
2005 wurde McMahon als Kandidat für die Nachfolge von Pierce Brosnan als James Bond gehandelt. Schließlich bekam jedoch Daniel Craig die Rolle, da sich McMahon zugunsten von Nip/Tuck entschied. 2012 verkörperte er Doyle in dem australischen Tierhorrorfilm Bait 3D. Sein Schaffen für Film und Fernsehen umfasste mehr als 40 Produktionen, zuletzt war er 2025 in der Miniserie The Residence zu sehen.

## Privates
1994 heiratete McMahon Dannii Minogue, die Schwester von Kylie Minogue, die er am Set von Home and Away kennengelernt hatte. Die Ehe wurde nach 18 Monaten geschieden. In zweiter Ehe war McMahon von 1999 bis 2001 mit seiner Schauspielkollegin Brooke Burns verheiratet, mit der er eine Tochter bekam. Im Jahr 2014 heiratete er ein drittes Mal und ehelichte Kelly Paniagua.
Obwohl McMahon ab den 1990er Jahren in den USA lebte und zusätzlich die US-Staatsbürgerschaft angenommen hatte, fühlte er sich, laut eigener Aussage, mit seiner Heimat Australien immer noch sehr verbunden.
Julian McMahon starb am 2. Juli 2025 im Alter von 56 Jahren in Clearwater an den Folgen einer Krebserkrankung.

## Filmografie (Auswahl)
- 1990–1991: Home and Away (Seifenoper)
- 1992: Wet and Wild Summer!
- 1993–1994: Another World (Fernsehserie, 22 Folgen)
- 1996: Magenta – Verführerische Unschuld (Magenta)
- 1996–2000: Profiler (Fernsehserie, 82 Folgen)
- 1998: Mißbraucht – Nachts kommt die Angst (In Quiet Night)
- 1998: Will & Grace (Fernsehserie, Folge 1x07)
- 2000: Chasing Sleep
- 2000–2005: Charmed – Zauberhafte Hexen (Charmed, Fernsehserie, 47 Folgen)
- 2001: Another Day (Fernsehfilm)
- 2003–2010: Nip/Tuck – Schönheit hat ihren Preis (Nip/Tuck, Fernsehserie, 100 Folgen)
- 2005: Fantastic Four
- 2007: Die Vorahnung (Premonition)
- 2007: Prisoner
- 2007: Fantastic Four: Rise of the Silver Surfer
- 2008: Meet Market
- 2008: Robot Chicken (Fernsehserie, Folge 3x18)
- 2010: R.E.D. – Älter, Härter, Besser (RED – Retired. Extremely Dangerous)
- 2011: Faces in the Crowd
- 2012: Bait 3D – Haie im Supermarkt (Bait 3D)
- 2012: Fire with Fire – Rache folgt eigenen Regeln (Fire with Fire)
- 2013: Paranoia – Riskantes Spiel (Paranoia)
- 2014: Das Glück an meiner Seite (You’re Not You)
- 2015: Childhood’s End (Fernsehminiserie, Teil 2)
- 2016: Hunters (Fernsehserie, 6 Folgen)
- 2016: Dirk Gentlys holistische Detektei (Dirk Gently’s Holistic Detective Agency, Fernsehserie, 3 Folgen)
- 2017–2018: Marvel’s Runaways (Fernsehserie, 6 Folgen)
- 2018: Swinging Safari
- 2019–2020: FBI (Fernsehserie, 2 Folgen)
- 2020–2022: FBI: Most Wanted (Fernsehserie, 43 Folgen)
- 2021: FBI: International (Folgen 1x01, 1x07)
- 2024: The Surfer
- 2025: The Residence (Miniserie, 6 Folgen)